# Jardín Botánico Alpino del Monte Rokko
El Jardín Botánico Alpino del Monte Rokko o en japonés 六甲高山植物園 Rokkō Kōzan Shokubutsu-en, es un jardín botánico de unas 27 hectáreas de extensión, situado en el Monte Rokko y Monte Maya, a unos 865m de altitud, próximo a la ciudad de Kōbe, en Japón. 
El código de reconocimiento internacional del Rokkō Kōzan Shokubutsu-en como institución botánica (en el Botanical Gardens Conservation International - BGCI), así como las siglas de su herbario es KOBEA.

## Localización
En el Monte Rokko, próximo a la ciudad de Kōbe en Japón. Está al lado del Parque Forestal Kabutoyama y próximo al Monte Kabuto-yama. 
Rokkō Kōzan Shokubutsu-en Mt. Rokkō Kōbe-shi, Hyōgo-ken 182-0017, Honshu-jima Japón.
Planos y vistas satelitales:34°45′45″N 135°14′30″E / 34.76250, 135.24167
El jardín es visitable por el público en general, de 9:00 a 16:30, se cierra los lunes, pagando una tarifa de entrada. 

## Historia
Este jardín botánico fue fundado según las directrices del botánico Dr. Tomitarō Makino en 1933. 

## Colecciones
Con un promedio anual de temperaturas de 9º Centígrados, es el más apropiado para el desarrollo de las plantas alpinas al aire libre, y plantas de las regiones frías. Alberga colecciones de plantas alpinas de Japón y de los Himalayas. 
Contiene unas 1,500 especies de vegetación alpina procedentes de todo el mundo y las propias del Monte Rokko que surgen espontáneamente. Aunque en el invierno está cubierto de nieve, desde primavera hasta el otoño es un goce para los sentidos por las numerosas plantas y flores que aquí se albergan.
Algunas de las plantas más significativas : 
- Adonis amurensis
- Coptis quinquefolia
- Dicentra
- Hamamelis japonica
- Heloniopsis orientalis
- Hydrangea
- Edelweiss
- Hemerocallis dumortieri (Nikkokisuge)
- Symplocarpus foetidus var. latissimus

Especímenes
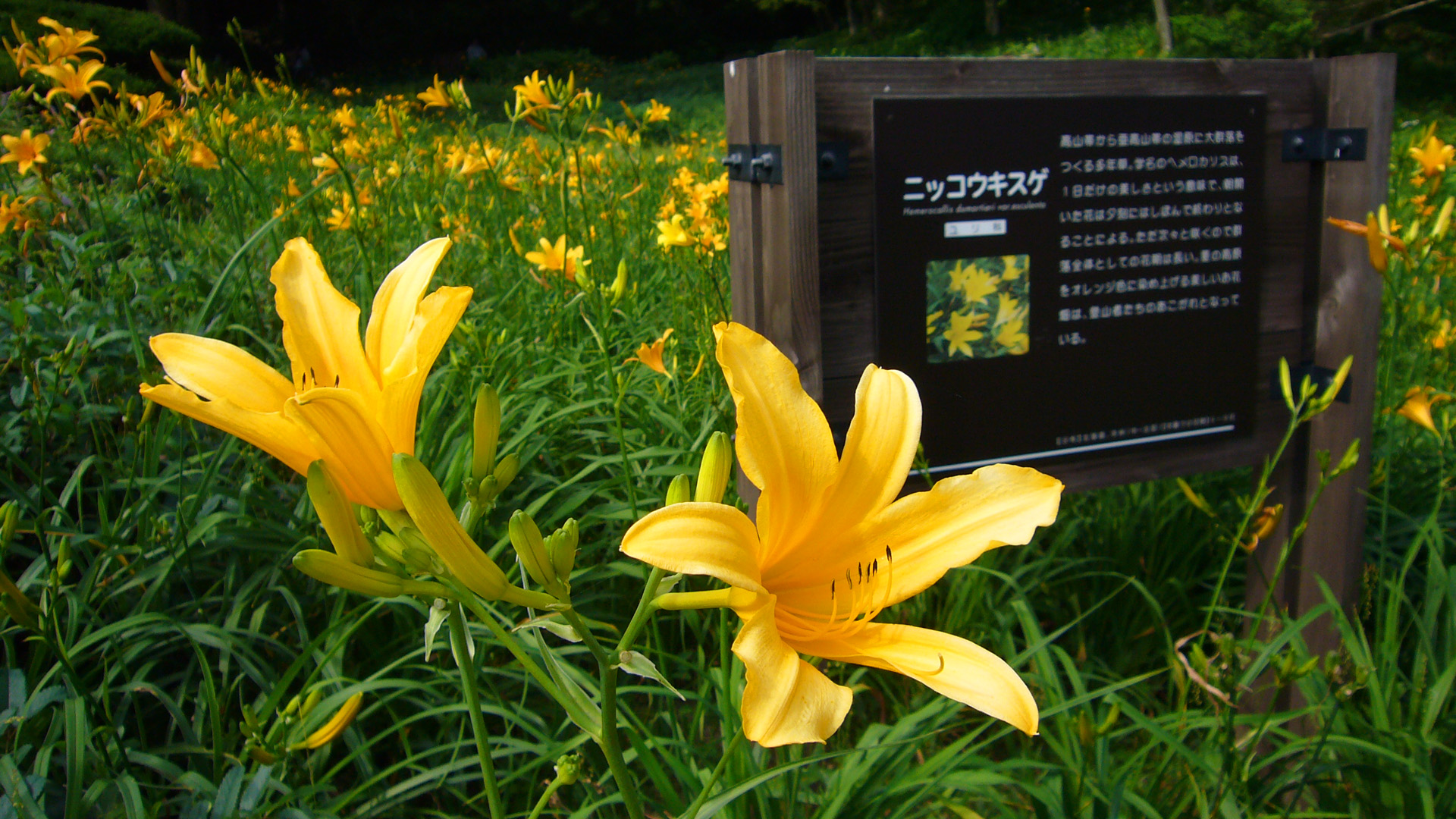
Macizos de "Nikkokisuge" lirios de un día Hemerocallis dumortieri en el jardín botánico alpino Rokko (julio)
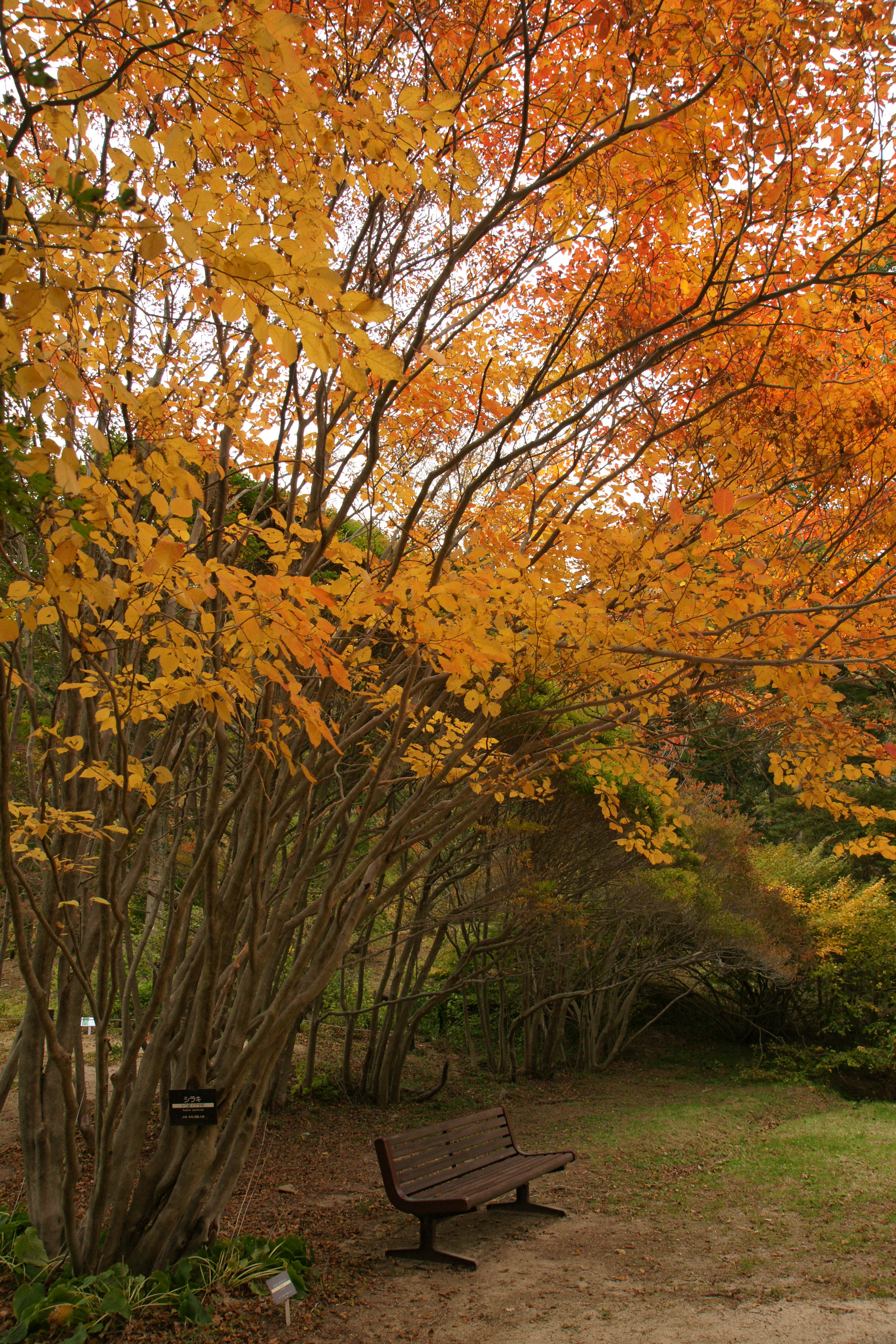
シラキ "Shiraki" (octubre）
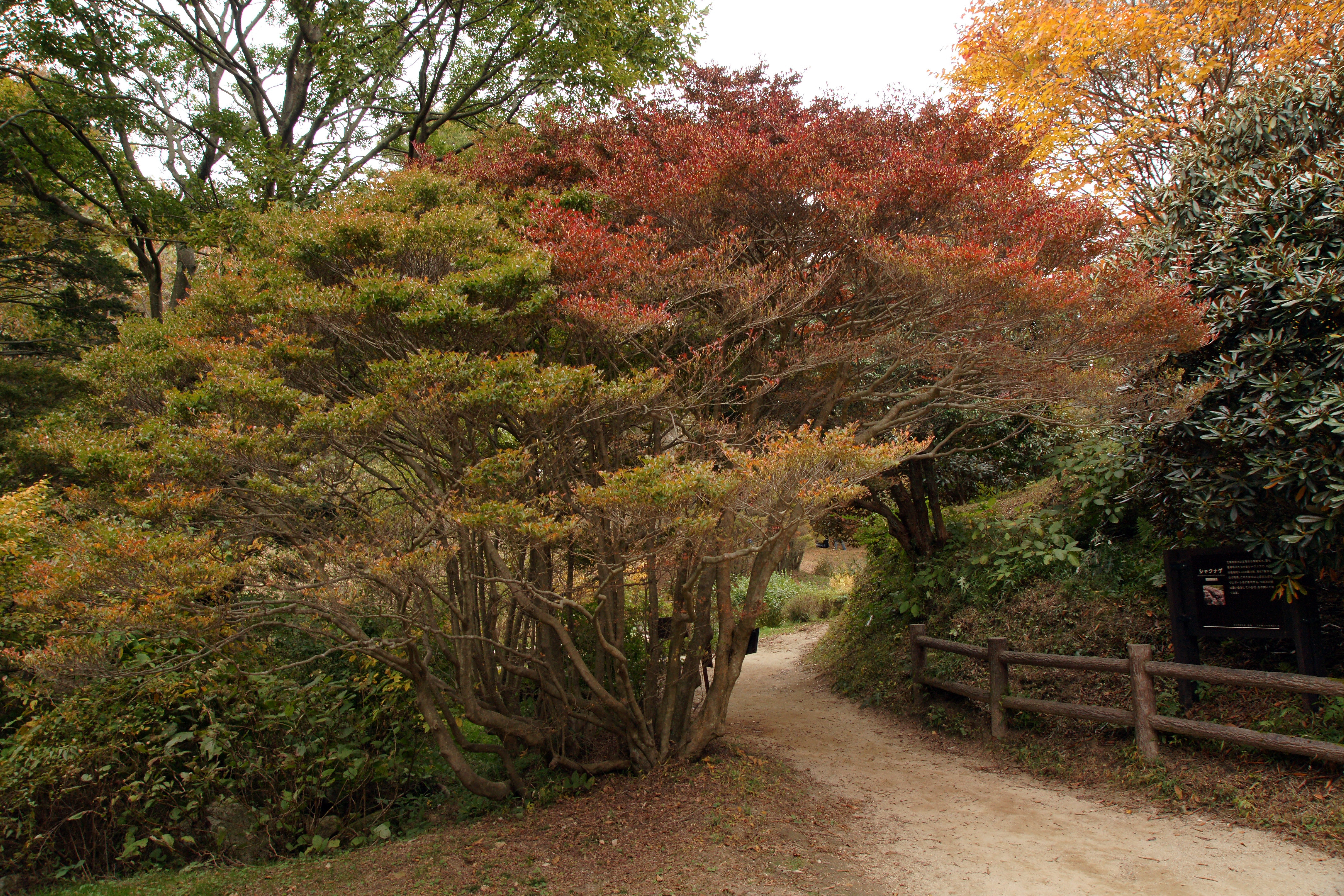
"Mantenboshi" (octubre)

## Actividades en el Monte Rokko
- Hall of Halls Rokko. Museo con instrumentos musicales que el público puede utilizar y escuchar.
- Kobe City Rokkosan Pasture. Una zona de pastos de alta montaña, situados en la cima del Monte Rokko. Los visitantes pueden estar en contacto con los animales que pastan aquí, tales como ovejas, burros, vacas, ponis, y otros animales.
- Rokko Garden Terrace. A una altitud de 880m en la cima del Monte Rokko se pueden disfrutar de las mejores vistas de kobe.
- Kobe Municipal Arboretum. Con 1,200 especies de árboles del Japón y de todo el mundo.
- Arima Hot Springs (Manantiales de agua caliente de Arima). Son uno de los baños más antiguos del Japón, que se han estado utilizando desde hace cientos de años. Hay dos tipos de baños en Arima, uno es el “Kin-no-yu,” manantial dorado (con un alto contenido en hierro y sales, lo que le da al agua un color dorado), y el otro “Gin-no-yu,” manantial plateado (sin color y conteniendo ácido carbónico).

Según la leyenda, es este el onsen favorito de Hideyoshi Toyotomi, el gobernante de Japón en el siglo XVII. El Onsen Arima es muy popular, ya que se conoce como "La salita de atrás de Keihanshin" (en Kioto, Osaka y Kobe).

Detalles
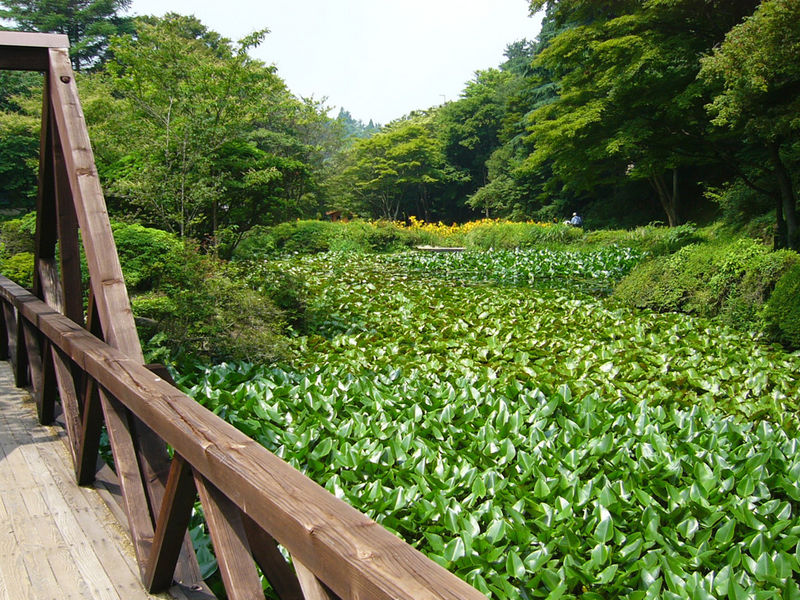
Puente del príncipe (julio)
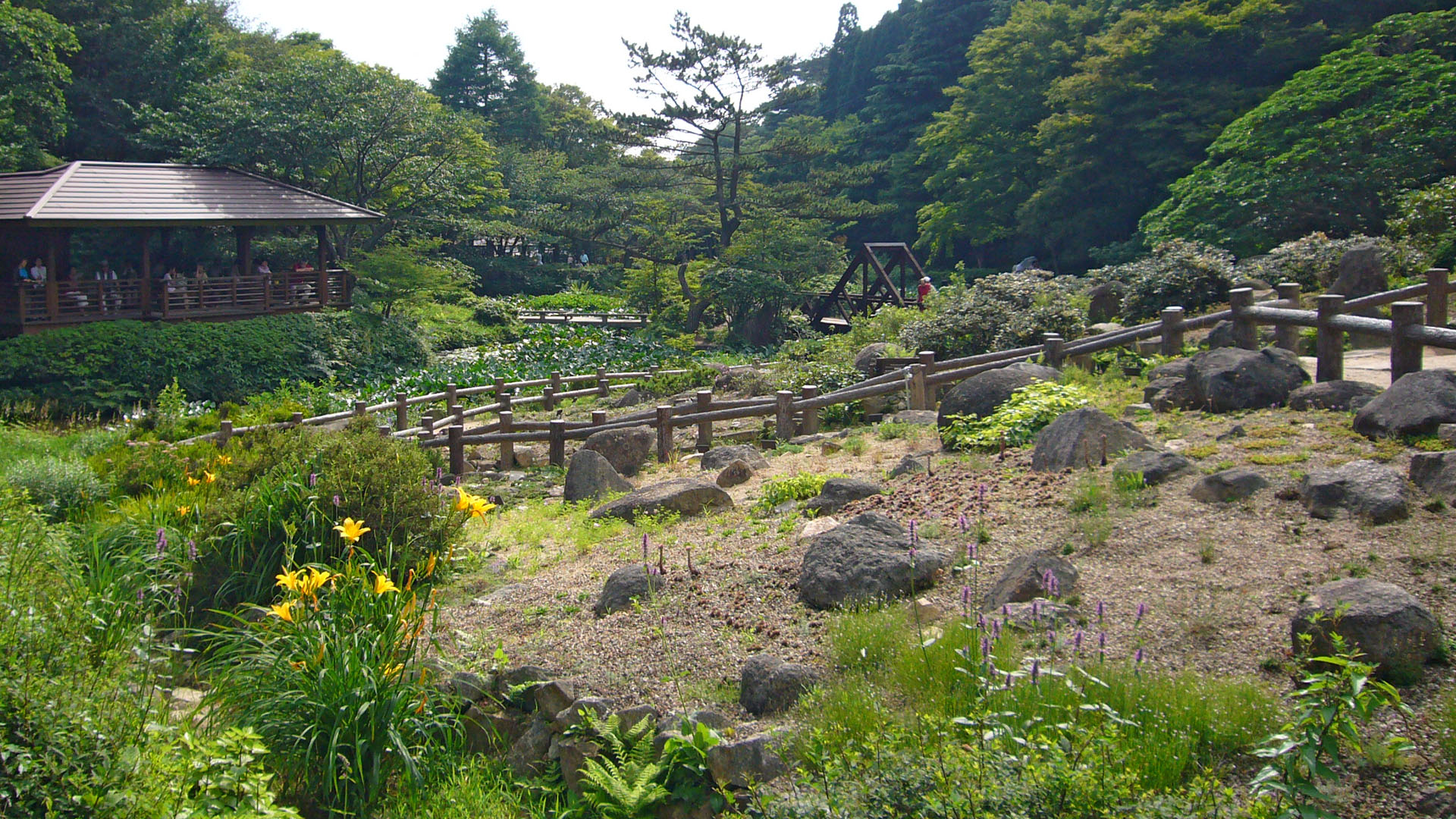
Las áreas de descanso y la rocalla (julio)
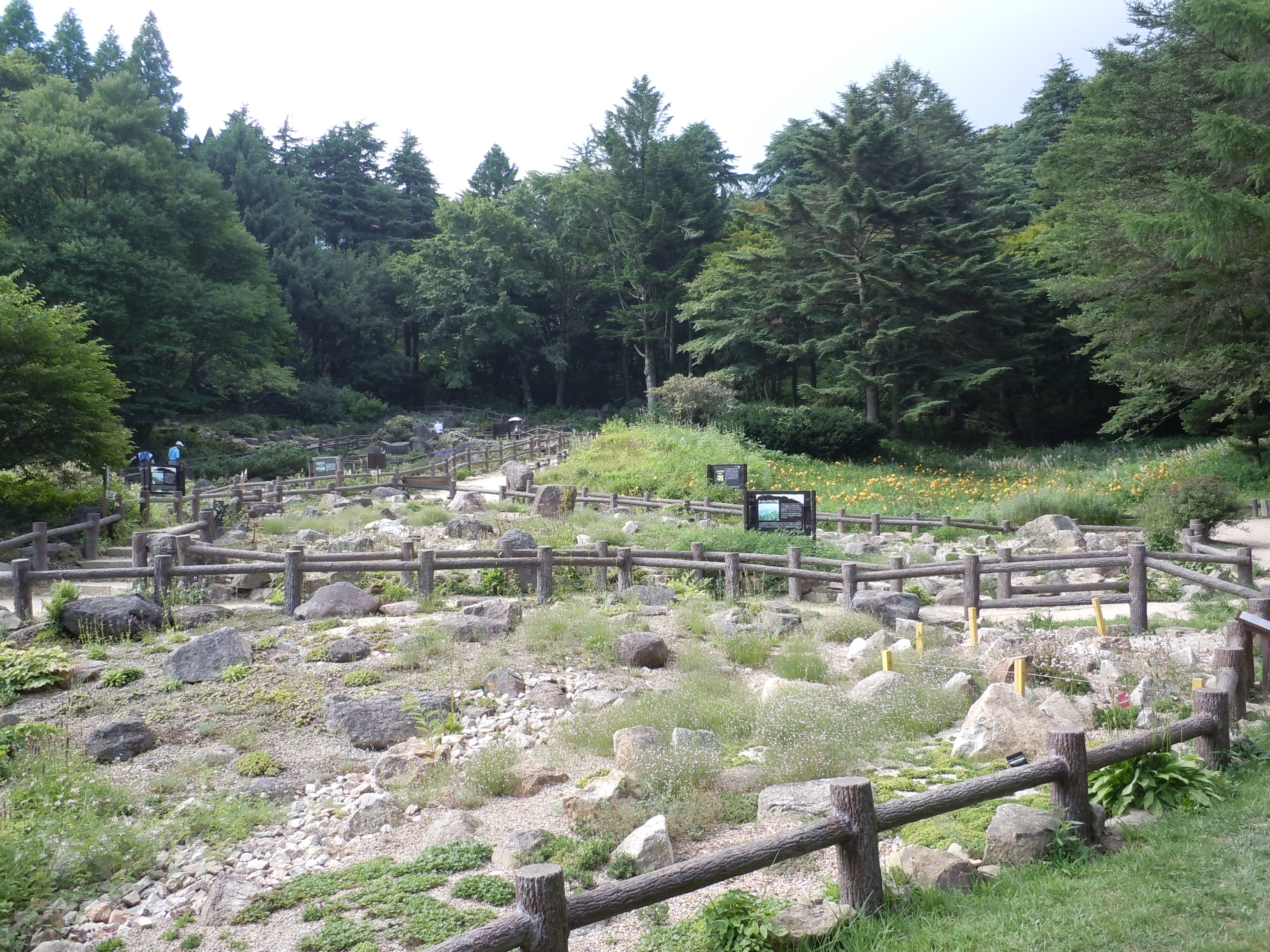
Rocalla (agosto)
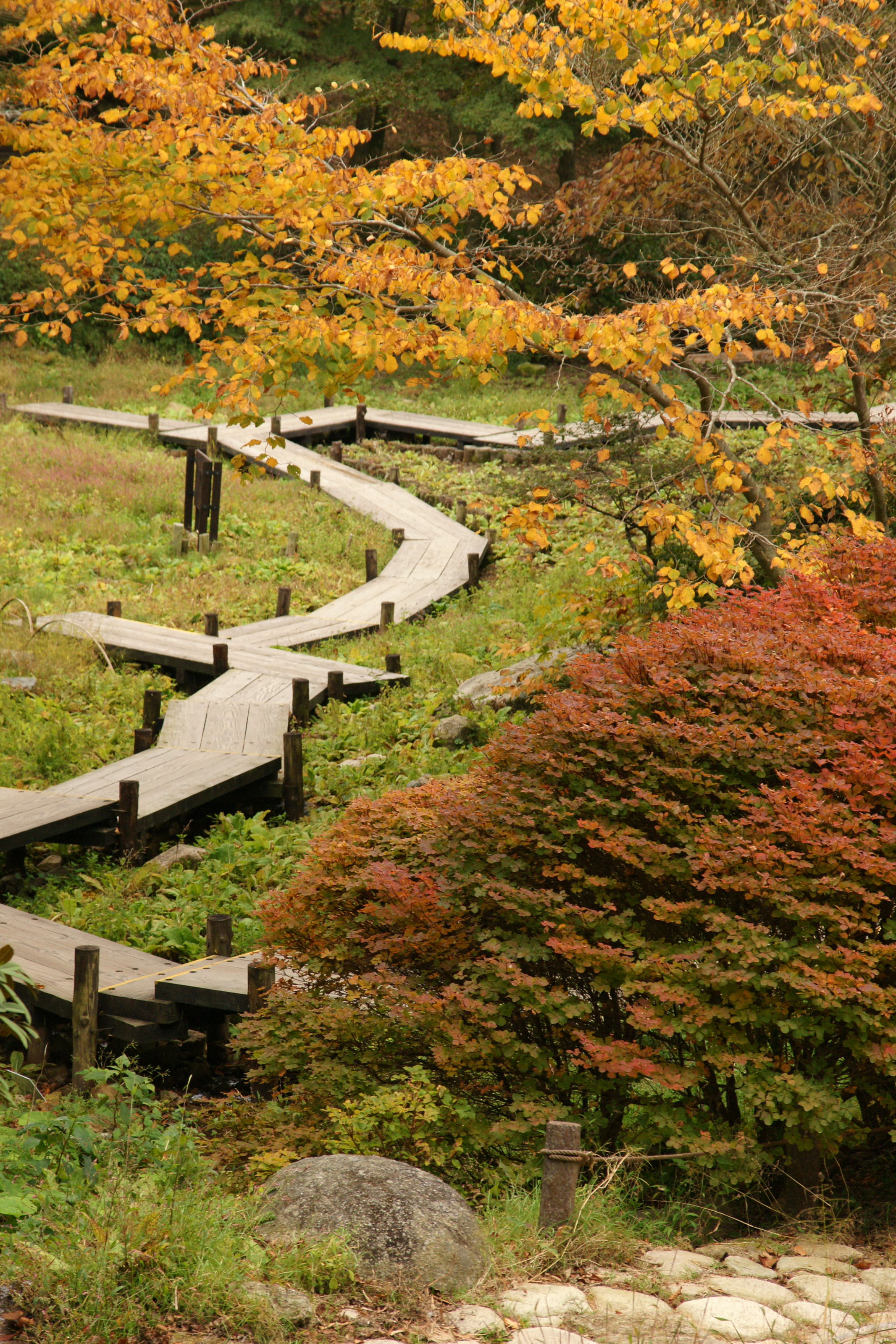
Humedales (octubre)